# Joop Hiele
Johannes Frederik (Joop) Hiele (Rotterdam, 25 december 1958) is een Nederlands voormalig profvoetballer en huidig voetbaltrainer. De doelman heeft 13 jaar van zijn 18-jarige carrière voor Feyenoord gespeeld.
Volgens eigen zeggen heeft Hiele het wereldrecord bankzitten bij Oranje op zijn naam staan. Hiele debuteerde op 10 september 1980 in de WK-kwalificatiewedstrijd in Dublin tegen Ierland (2-1 verlies), in het Nederlands elftal, net als Jan van Deinsen (Feyenoord), Ronald Spelbos (AZ'67) en Toine van Mierlo (Willem II).
Hiele moest vervolgens tot 1986 wachten voor hij voor de tweede maal mocht spelen. In de tussentijd moest hij aan Hans van Breukelen, Pim Doesburg en Piet Schrijvers voorrang verlenen, maar ook na zijn tweede interland bleef Hiele reserve. Eind 1991 bedankte hij voor Oranje, de interland tegen Finland op 5 juni 1991 (1-1) was zijn zevende en laatste.
Hiele keepte tot 1990 voor Feyenoord waar hij 352 competitiewedstrijden in het doel stond. Hij schitterde in de bekerfinale tegen Ajax door bij een achterstand van 1-0 een strafschop van Karel Bonsink te stoppen. Dat betekende een kantelpunt in de wedstrijd, die uiteindelijk door Feyenoord werd gewonnen. In de laatste jaren van Hieles periode als doelman bij Feyenoord, maakte Feyenoord onder Pim Verbeek en Gunder Bengtsson een sportief dieptepunt mee. Terwijl Hiele bij het Nederlands elftal was op het WK van 1990, moest hij van zijn vrouw vernemen dat er bij hem thuis een ontslagbrief was bezorgd. Hij werd bij Feyenoord opgevolgd door Ed de Goey.
In 1990 vertrok hij naar SVV waar hij, op aandringen van hoofdtrainer Wim Jansen een 8-jarig contract tekende. Na minder dan een seizoen verkaste Jansen echter al naar Feyenoord, een verbouwereerde Hiele achterlatend. Na de fusie met Dordrecht'90 raakte hij in conflict met zijn club. In juli 1993 liet hij zijn contract ontbinden en vertrok hij transfervrij. Na nog een seizoen bij Go Ahead Eagles te hebben gekeept (1994/1995) zette Hiele een punt achter zijn loopbaan.
Na zijn voetbalcarrière was hij actief als keeperstrainer, aanvankelijk bij Willem II onder trainer Co Adriaanse. Van 1999 tot 2008 was Hiele in dienst als keeperstrainer bij PSV in Eindhoven. In die tijd was hij tot en met het EK van 2004 ook bij Oranje betrokken. Vanaf seizoen 2008-2009 tot en met seizoen 2012-2013 was Hiele hoofd van de keepersacademie van de Feyenoord-jeugd. In de zomer van 2013 trad Hiele in dienst bij ADO Den Haag. Ook fungeert hij vanaf dat moment op vrijwillige basis als keeperstrainer van ASWH. In maart 2015 werd hij aangesteld als interim-hoofdtrainer bij die club.
In juli 2015 ging Hiele weer als zelfstandig hoofdtrainer aan de slag. Hiele tekende in januari als hoofdtrainer van VV Zwaluwen, dat in de zaterdag hoofdklasse uitkomt. Vanaf 2016 was Hiele actief als hoofdtrainer bij eersteklasser XerxesDZB uit Rotterdam. Van 2019 tot 2022 was Hiele hoofdtrainer van eersteklasser SV Heinenoord.

## Erelijst
| Eredivisie | 1x | 1983/84          |
| KNVB beker | 2x | 1979/80, 1983/84 |

| Competitie | Winnaar   | Winnaar   | Runner-up | Runner-up | Derde     | Derde     |
| Competitie | Aantal    | Jaren     | Aantal    | Jaren     | Aantal    | Jaren     |
| Nederland  | Nederland | Nederland | Nederland | Nederland | Nederland | Nederland |
| ---------- | --------- | --------- | --------- | --------- | --------- | --------- |
| UEFA EK    | 1x        | 1988      |           |           |           |           |